# Progrès HC Seraing
Il Progrès HC Seraing è una squadra di pallamano maschile belga con sede a Seraing.

## Palmarès

### Trofei nazionali
- Campionato belga: 2
1966-67, 1976-77.